# Eutelsat 8 West B
Eutelsat 8 West B est un satellite de télécommunications géostationnaire lancé 20 août 2015 par la fusée Ariane 5 à partir du Centre spatial guyanais à Kourou, exploité par Eutelsat et situé dans la position orbitale 8° ouest. Il couvre l'Afrique du Nord, le Moyen-Orient, l'Europe, l'Amérique et l'Afrique.